# 李开侁

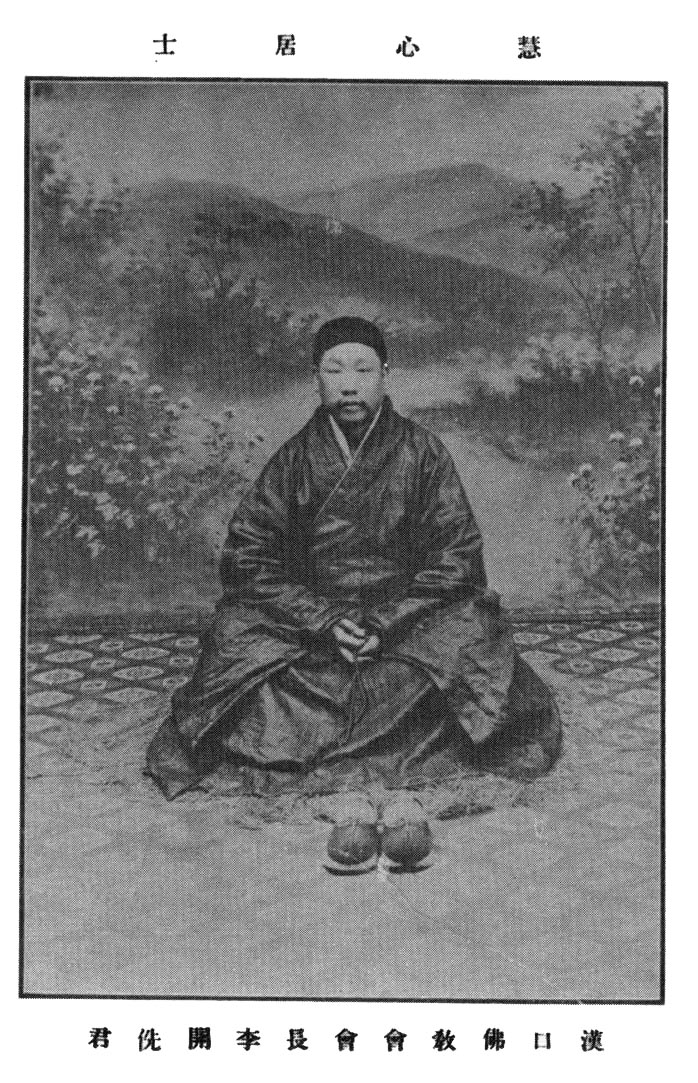
《海潮音》1921年第二卷第三期上刊登的慧心居士、汉口佛教会会长李开侁君像

李开侁（1871年—1929年5月22日）字英生，號潁陳、隱塵。湖北黃岡李塘塍灣（今屬武汉市新洲区）人。中华民国政治人物。

## 生平
李开侁生于一个官宦世家，父亲李培源曾任清朝四川省內江县知縣。6歲时，李开侁的父亲去世。1890年，李开侁参加歲試获優等，成為廩膳生。1897年拔貢，以直隸州知州判用。
後充雲南藩司李經羲記室。不久，任布政司經歷，掌記室及財糧，受到李經羲賞識。后来李經羲任貴州巡撫、廣西巡撫時，李开侁任其總文案。張堅白任廣西巡撫時，李开侁在籌備憲政以及改練新軍方面贡献很大。1910年，李开侁升梧州府知府，同廣西提督陸榮廷交好。1911年，升太平思順道道員兼龍州關監督。
1911年武昌起義后，李开侁随即趕到南寧，促陸榮廷宣布獨立，並且替陸榮廷協理民政。1912年，中華民國建立，他返回龍州關继续任監督，并兼任邊防督辦。1913年7月，获授陸軍少將銜，任廣東都督府參謀長，不久升廣東民政長。后来，民政长改称巡按使，他继续任广东巡按使。当时，廣东都督龍濟光同广西都督陸榮廷之间常发生矛盾，李开侁不断从中調停。
1914年6月，李开侁辭去廣東巡按使职务，就任參政院參政。1916年，任黎元洪大總統府秘書長，後任都護使、駐庫倫辦事大員。此后因为兩廣地区政局复杂，乃辭職赴两广地区促进和平統一。1918年，李开侁修佛法并受戒。1920年，任湖北自治籌備處處長。1921年，任湖北工賑局督辦，任内監修王家營大堤。1922年，任湖北、陝西查勘禁煙大員，同年修筑黃岡堵龍堤。
1923年，李开侁退隐，此后研习佛法，创办武昌佛教会和漢口佛教会，在廬山办大林寺道場，修筑了檐葡精舍、竹林精舍（位於記圮河），并在陽邏、團風建經堂。他还修筑了鵝公頸閘、安仁湖堤，并修缮了沿江大堤。
李开侁善書法，人称「博涉漢魏六朝，楷書似吳興，行書似北海」。晚年，李开侁住在上海，有时以賣字为生。
1929年5月22日，李开侁在漢口的寓所内病逝。